# Oswald Winkel

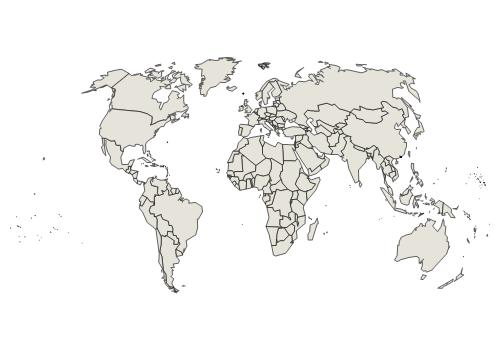
Weltkarte nach O. Winkel

Oswald Winkel (* 7. Januar 1874 in Leipzig; † 18. Juli 1953 ebenda) war ein deutscher Kartograf.
Winkel war für verschiedene kartografische Verlage tätig. Unter anderem hatte er wesentlichen Anteil an der Konzipierung und Bearbeitung der Übersichts- und Reisekarten der Baedeker-Reiseführer. 
Er wurde für seine verzerrungsarme Darstellung von Weltkarten bekannt, vor allem die Winkel-Tripel-Projektion. Er entwickelte 1913 einen Netzentwurf für Gesamtabbildungen der Erde, der durch die Bildung des arithmetischen Mittels zwischen dem Aitovschen Entwurf (Pole als Punkte abgebildet) und dem mittelabstandstreuen Zylinderentwurf (Pole als Linien abgebildet) mit zwei längentreuen Parallelkreisen entsteht.

## Veröffentlichungen
- Flächentreue, schiefachsige Zylinderprojektion mit längentreuem Grundkreis für eine Karte von Nord-, Mittel- und Südamerika, in: Petermanns Mitteilungen, 55 (1909), S. 329–330.
- Neue Gradnetzkombinationen. In: Petermanns Mitteilungen. 67, 1921, S. 248–252.
- Die azimutalischen Erdkartenentwürfe von D. Aitoff und E. v. Hammer, in: Geographische Zeitschrift, Bd. 28 (1922), 3, S. 112.
- Allgemeine Betrachtungen über die Abbildung sehr breiter Zonen, in: Geographische Zeitschrift, Bd. 28 (1922), 3, S. 177.
- Übersicht der Gradnetzkombinationen, in: Petermanns Mitteilungen, 74 (1928), S. 201–204.
- Die sächsisch-thüringischen Gebietsaustausche, in: Petermanns Mitteilungen, 74 (1928), S. 330.
- Die Gewinnung geeigneter Landkartennetze, in: Geographische Zeitschrift, Bd. 33 (1927), 10, S. 599.
- Der Stand des Ausbaues der sächsischen Talsperren, in: Petermanns Mitteilungen, 80 (1934), S. 108–110.
- Kurzgefaßte Kartenentwurfslehre, Frankfurt am Main, 1951.